# ابراهیم تال
ابراهیم تال (انگلیسی: Ibrahim Tall؛ زادهٔ ۲۳ ژوئن ۱۹۸۱) بازیکن فوتبال اهل فرانسه است.
از باشگاه‌هایی که در آن بازی کرده‌است می‌توان به باشگاه فوتبال لاریسا، باشگاه فوتبال لوزان-اسپورت، باشگاه فوتبال سوشو، باشگاه فوتبال نانت، و باشگاه فوتبال هارت آف میدلوتیان اشاره کرد.
وی همچنین در تیم ملی فوتبال سنگال بازی کرده‌است.